# Кватро Канти
Кватро Канти (итал. Quattro Canti — дословно — «Четыре угла») — народное название Пьяцца Вильена, одной из центральных площадей Палермо.
Пьяцца Вильена находится на пересечении Корсо Витторио Эммануэле (ранее Кассаро) и Виа Македа. Площадь образовалась в 1600 году, когда по указанию испанского вице-короля Македа через лабиринт улиц старого Палермо перпендикулярно Кассаро была прорублена прямая улица, позднее названная его именем. Площадь представляет собой архитектурный ансамбль в стиле сицилийского барокко, запроектированный в 1609 году Джулио Лассо и исполненный к 1620 году Джузеппе де Аванцато.
Углы четырёх зданий, выходящих на Пьяцца Вильена, срезаны, так что площадь приобрела необычную форму восьмиугольника. Все четыре «угловых» фасада выполнены в едином стиле. Нижний ярус фасадов украшен фонтаном в виде аллегории одного из четырёх времён года. В нишах среднего яруса водружены статуи испанских королей Филиппа II, Филиппа III, Филиппа IV и императора Карла V, занимавших также и престол Сицилийского королевства. Верхний ярус украшен статуями святых Агаты, Кристины, Нинфы и Оливы, до XVII века почитавшихся патронессами Палермо, а затем ставших покровительницами четырёх кварталов Палермо (за спиной у каждой мученицы находится «её» квартал).
К юго-западному «углу» Кватро Канти примыкает церковь Сан-Джузеппе-деи-Театини.
| Угол                   | Юго-западный | Северо-западный | Северо-восточный | Юго-восточный |
| Иллюстрация            |              |                 |                  |               |
| Городской квартал      | Альбергерия  | Сералькадио     | Ла-Лоджия        | Кальса        |
| Время года             | Весна        | Лето            | Осень            | Зима          |
| Правитель              | Карл V       | Филипп II       | Филипп IV        | Филипп III    |
| Святая покровительница | Кристина     | Нинфа           | Олива            | Агата         |